# John Gregson
Harold Thomas (John) Gregson (Liverpool 15 maart 1919 – Porlock Weir, Somerset, 8 januari 1975) was een Engels acteur.
Gregson was van Ierse afkomst, hij werd opgeleid aan de St. Francis Xavier School in Liverpool. Hij ontmoette zijn vrouw, de actrice Thea Gregory, in Perth en ze trouwden in Londen in 1947. Ze hebben drie dochters en drie zoons.
John Gregson trad op in 40 films tussen 1948 en 1971 en op de televisie vanaf 1960 tot aan zijn dood. Hij was vaak te zien als een politie-inspecteur of een marine- of legerofficier, en in zijn komische rollen in Ealing en andere Britse films.
Gregson was op de televisie te zien vanaf het midden van de jaren zestig en later, als commandant George Gideon in de serie Gideon's Way. Hij verscheen ook in The Saint met Roger Moore, en een avontuurlijke serie met Shirley MacLaine, Shirley's World.
John Gregson overleed plotseling aan een hartaanval in Porlock Weir, Somerset, op de leeftijd van 55 jaar. Hij liet een weduwe en zes kinderen na.

## Filmografie
- London Belongs to Me (1948)
- Saraband for Dead Lovers (1948)
- Scott of the Antarctic (1948)
- Whisky Galore! (1949)
- Train of Events (1949)
- Treasure Island (1950)
- Cairo Road (1950)
- The Lavender Hill Mob (1951)
- Angels One Five (1952)
- The Brave Don't Cry (1952)
- Venetian Bird (1952)
- The Holly and the Ivy (1952)
- The Titfield Thunderbolt (1953)
- Genevieve (1953)
- The Weak and the Wicked (1954)
- Conflict of Wings (1954)
- The Crowded Day (1954)
- To Dorothy a Son (1954)
- Three Cases of Murder (1955)
- Value for Money (1955)
- Above Us the Waves (1955)
- Jacqueline (1956)
- The Battle of the River Plate (1956)
- True as a Turtle (1957)
- Miracle in Soho (1957)
- Rooney (1958)
- Sea of Sand (1958)
- Flight from Treason (1959)
- The Captain's Table (1959)
- SOS Pacific (1959)
- Hand in Hand (1960)
- Faces in the Dark (1960)
- The Frightened City (1961)
- The Treasure of Monte Cristo (1961)
- The Longest Day (1962)
- Live Now - Pay Later (1962)
- Gideon's Way 1962-1963
- Tomorrow at Ten (1964)
- Person Unknown (1967) (TV)
- The Night of the Generals (1967)
- Hans Brinker (1969) (TV)
- Fright (1971)
- Speaking of Murder (1971) (TV)
- Dangerous Knowledge (1976) (TV)